# Distretto di Dangme Est
Il distretto di Dangme Est (ufficialmente Dangme East District, in inglese) era un distretto della regione della Grande Accra del Ghana.
Nel 2012 è stato soppresso, il territorio è stato suddiviso nei distretti di Ada Est (capoluogo: Ada Foah) e Ada Ovest (capoluogo: Sege).